# マノウォー
マノウォー（Manowar）は、アメリカのヘヴィメタルウォリアーズである。
1980年、ブラック・サバスのツアーにパイロテクニクス及びベースの技師として同行していたジョーイ・ディマイオと、ツアーのオープニングアクトを務めていたShakin' Streetのロス・ザ・ボスが意気投合して結成された。バンド名の由来は軍艦を意味する"Man of War"から。
真のヘヴィメタルを標榜する彼らは「偽メタルに死を」 (Death to False Metal)を合言葉に掲げ、1982年に『地獄の鎮魂歌』 - Battle Hymnsでデビュー。力強くドラマティックな楽曲にエリック・アダムスのシャウト、ジョーイ・ディマイオの"光速"ベースが特徴。
右拳を握り締め、その手首を左手で掴んで頭上に掲げるポーズは「マノウォー・サイン」あるいは「サイン・オブ・ハンマー」と呼ばれており、彼ら自身やファンの間だけではなく、他のバンド、ミュージシャンもライヴなどでポーズをとる事がある。
母国米国では一般的には殆ど無名に近いが、日本、欧州では根強い人気があり、特にドイツでは熱狂的な支持を誇っている。2002年の『ウォーリアーズ・オブ・ザ・ワールド』、2007年の『ゴッズ・オブ・ウォー』は、いずれもドイツの一般アルバムチャート（GfK Entertainment charts）で最高位2位を記録した。

## 来歴

### 1980年代
1980年、ブラック・サバスのヘヴン&ヘルツアーにパイロテクニクス及びベースの技師として同行していたジョーイ・ディマイオと、元Dictatorsのギタリストで、ツアーのオープニングアクトを務めるShakin' Streetに参加していたロス・ザ・ボスが意気投合し、ツアー終了後にジョーイの幼馴染で一緒にバンド活動もしていたエリック・アダムスをボーカルに、ドラマーには後にThe Rods等で活躍するカール・ケネディを加えた4人で結成された。
結成後暫くは小さなライブハウスでカバー曲を披露しながら少しばかりの成功を収めていたが、数カ月後にはオリジナル曲の作成に着手し、1981年には2曲入りのデモテープDemo '81を完成させた。この頃カール・ケネディがバンドを脱退するが、程なくドニー・ヘムズィクを後任に迎え、メンバーはライブ活動を続けながらレコード会社への売り込みを続ける多忙な日々を過ごしていた。
同年、彼らが作成したデモテープがレコード会社の目に止まり、リバティ・レコードとレコーディング契約を締結。翌1982年にはデビュー・アルバムの『バトル・ヒムズ（旧邦題:地獄の鎮魂歌）』を発表した。アルバムに収録されたDark Avengerではハリウッドを代表する映画監督、脚本家、俳優であるオーソン・ウェルズが曲中のナレーションを務めた。
デビュー・アルバムのリリース後、テッド・ニュージェントのサポートアクトとして初のツアーに出るが、その関係も長くは続かなかった。そこで自らがヘッドライナーの小規模ツアーを実施し、アメリカ国内での支持を高めていくとともに、イギリスやドイツといったヨーロッパの国々でも一部のヘヴィメタルファンに注目される存在となった。このツアーを最後にドニー・ヘムズィクがバンドを去ることを決意したため、彼の後任として期待の若手であるスコット・コロンバスを迎えることとなる。
1983年にはアメリカ国内でメガフォース・レコードと、ヨーロッパではミュージック・フォー・ネイションズとそれぞれレコーディング契約を締結するが、その際に血判状の如く自らの血で契約書に署名をした。その様子はヘヴィメタル専門誌ケラング!第47号の巻頭で特集され、同時に「マノウォー・新時代の蛮族」 - MANOWAR the new barbarians の刺激的な副題とともに表紙を飾ることに成功した。
契約を済ませた彼らは早速スタジオに入り、2ndアルバム『イントゥ・グローリー・ライド（旧邦題:地獄の復讐）』を発表した。その後、アルバム未収録曲にオーソン・ウェルズのナレーションを吹き込み『ディフェンダー』として完成させ、同年EP盤として発表した。この頃にはヒロイック・ファンタジーや北欧神話をモチーフにした現在に至るバンドの作風やスタイルが確立し、エピックメタルやヴァイキング・メタルの勃興の一翼を担った。この叙事詩的なスタイルが特にイギリスに於いて大いに受け、バンドは大規模なイギリスツアーを計画するが、結果的にこれは頓挫することとなった。
ツアーの計画が頓挫した彼らは次のアルバムをイギリスのファンに捧げることを決意し、1984年初頭、レコーディングからミキシングまでを僅か6日という短期間で成し遂げ3rdアルバム『ヘイル・トゥ・イングランド』を完成させた。このアルバム発表後にイギリスで大々的なプロモーションツアーが組まれ、当初はマーシフル・フェイトのサポートアクトの扱いだったものが、ツアー中にマノウォーがヘッドライナーに改められるほど熱狂的に迎えられた。
この観客の反応に自信を深めたバンドは、ツアーを終えるとすぐさまレコーディング作業に戻った。新たに10レコードと契約し、前作から僅か10カ月後の同1984年、4thアルバム『サイン・オブ・ザ・ハンマー』を発表した。スローテンポで重厚なMountainsに続けてのスピード感溢れるタイトルトラックSign of the Hammerに代表されるように明確な緩急に溢れる構成とされ、この新作を携えての約2年に渡るワールドツアーは世界中で多くの観衆を集め、バンドに新たな成功をもたらした。
今後の活動方針について10レコードと意見の対立があり、1987年にバンドはアトランティック・レコードに移籍して新作『ファイティング・ザ・ワールド』を発表した。このアルバム以降はレインボーやキッスのジャケットを描いたこともあるケン・ケリーがアートワークを担当し、彼が描き出す剣と魔法の世界がバンドが持つ屈強な戦士のイメージをより広く浸透させることに一役買っている。
1988年、彼らの代表作として最もよく知られる『キングス・オブ・メタル』を発表。タイトルトラックのKings of Metal、そしてHail and Killはライヴの定番曲となり、彼らの作品の中で最も多く売れたアルバムとなった。このアルバムのジャケットにはバンドとバンドのメンバー、そして彼らのファンの全てを象徴する存在として、敢えて顔をはっきりとは描かれていない戦士が登場し、これ以降の彼らの作品の多くに描かれることとなる。バンドは足かけ約3年に渡る世界ツアーを開始、その間ヨーロッパの殆どの国で公演を行った。その最中、ロス・ザ・ボスがバンドを解雇され、彼の後任には約150人の候補者の中からデイヴィッド・シャンケルが選ばれた。ボスは後年、専門誌Guitaristのインタビューで「・・・ジョーイはマノウォーの躍進には別のギタリストが相応しいと感じたようだ」と答えている。またスコット・コロンバスもツアー中にバンドを離れることを決意し、自らの後任としてライノを指名した。この交代時にライノはスコットの使用していたドラムセットを譲り受け、自分が所有していたドラムセットを焼却した。

### 1990年代
1992年、新メンバーによる7thアルバム『勝利の鋼鉄』発表。叙事詩イーリアスをモチーフとし、ヘヴィメタルの楽曲としては異例の28分8パートにも及ぶ大作Achilles, Agony and Ecstasy in Eight Partsが収録されていることでも話題となった。アトランティック・レコードとの契約満了後、ゲフィン・レコードに移籍。
1994年、デイヴィッド・シャンケルが突如脱退、自身のバンドDavid Shankle Groupを始動したため、彼の後任としてジョーイのバイク仲間のカール・ローガンが加入した。同年、ライノの後任としてスコット・コロンバスがバンドに復帰した。
1996年、8thアルバム『ラウダー・ザン・ヘル』発表。4年振りの新作は好調なセールスを記録したが、これまでの叙事詩的で大仰なスタイルと比較して随分シンプルな作りであることが、主に従来のファンからは批判された。
1998年、ラウダー・ザン・ヘルツアーの模様を収めた2枚組、バンドとして初のライヴアルバム『ヘル・オン・ウィールズ・ライヴ』を発表。翌1999年、これも2枚組のライヴアルバム『ヘル・オン・ステージ・ライヴ』発表。共にツアー中に収録された膨大な素材の中から、演奏の質や観客の反応など様々な要素を勘案して選ばれたベストテイクの詰め合わせとなっている。

### 2000年代
2000年、ニュークリア・ブラストに移籍し、ライヴビデオ『ヘル・オン・アース　パートI』発表、翌年DVDで再発表。そして2002年、実に6年振りのスタジオアルバム『ウォリアーズ・オブ・ザ・ワールド』発表。タイトルトラックにしてライヴの定番曲Warriors of the World Unitedをはじめ従来からの力強い楽曲が収録されているが、興味深いのはジャコモ・プッチーニ作曲の歌劇『トゥーランドット』のアリア『誰も寝てはならぬ』を原曲のイタリア語でカヴァーしており、これはミラノにおけるライヴで初披露、イタリアのファンに捧げられた。
新譜発表後、バンドは長きに渡る「ウォリアーズ・オブ・ザ・ワールド・ユナイテッド・ツアー」を開始。その間スタジオでのレコーディング作業が行えないこともあり、2002年から2006年までの間に4枚ものライヴDVDが立て続けに発表された。これらのDVDは全てニール・ジョンソン監督によって編集され、その全てがドイツにおいてゴールドディスクに認定されている。
2005年、ジョーイは「自らのバンドが高い質を保ち、また何よりも質の高い作品をヘヴィメタルファンに届ける為に」マジック・サークル・ミュージックを設立。自ら代表に就任するとともに、マノウォーと彼らに近しいバンドが所属している。2006年のEP盤『ザ・サンズ・オブ・オーディン』以降、バンドはこの新たなレーベルから作品を発表している。
2007年、5年振り10枚目のスタジオアルバム『ゴッズ・オブ・ウォー』発表。ヨーロッパにおいて数多くのショウを行った後、2009年に2枚組のEP盤『サンダー・イン・ザ・スカイ』発表。1枚目は通常盤、2枚目のディスクには1枚目の収録曲Fatherの、日本語を含む15カ国語版を収録し、各国のファンに捧げた内容となっている。
2008年4月、身内の不幸を理由にスコット・コロンバスがツアーから離脱、ドニー・ヘムズィクがツアーのサポートドラマーとして久々にバンドに復帰した。

### 2010年代
2010年6月1日、音楽雑誌『クラシック・ロック』がスコット・コロンバスのインタビューを掲載。その中でスコット本人が、彼自身が2008年4月の時点で正式にバンドを脱退しており、また過去に一時的にバンドを離脱した理由とされた1990年の息子の病気、2008年の身内の不幸は共に偽りであり、自分の同意なしに発表されたものだと明かした。この時点でまだマノウォー公式サイトにはスコットがメンバーとしてラインナップされており、10月15日になってようやく、ジョーイがFacebook上で、ドラマーには26年振りにドニー・ヘムズィクが復帰すると公式発表した。
2011年4月5日、マノウォー公式サイトにて、元メンバーのスコット・コロンバスが4月4日に死去したことが発表された。死因は伏せられた。
2011年7月、デビュー・アルバム『バトル・ヒムズ』を現在のメンバーでセルフカバーし『バトル・ヒムズ MMXI』として発表。1982年当時はオーソン・ウェルズが担当したナレーション部分を、自らもヘヴィメタルシンガーとして活動する俳優のクリストファー・リーが務めた。バンドは手始めに16年振りとなるイギリスツアーを催行、『バトル・ヒムズ MMXI』アルバム完全再現ツアーとされた。
2012年、『ザ・ロード・オブ・スティール』発表。まず6月16日にiTunesやバンドの公式サイトで先行発売され、6月26日発売の音楽雑誌Metal Hammerの特別付録として限定発売、同年9月に一般発売された。前作『ゴッズ・オブ・ウォー』が叙事詩的なコンセプトアルバムだったのに対し、本作は率直なスタイルのヘヴィメタルに回帰しており、収録曲El Gringoは2012年公開の同名映画El Gringoのテーマソングとして採用された。
2013年7月、バンドの代表作である『キングス・オブ・メタル』発表25周年となるこの年、現在のメンバーにより当時より進歩したレコーディング技術を用い、収録曲The Warrior's Prayerのナレーションにはオーソン・ウェルズに代えて俳優・声優のブライアン・ブレスドを起用してセルフカヴァーアルバムとして発表すると公表した。
翌2014年2月、『キングス・オブ・メタル MMXIV』発表。そのプロモーションツアーとして、同月のシカゴ公演を皮切りに世界ツアーを開始した。
2016年5月25日、公式サイト等においてバンドの活動終了と、"The Final Battle"と銘打った最後の世界ツアーを2017年11月のドイツ公演から開始することを発表した。
2018年10月、8月にカールが児童ポルノ禁止法違反で逮捕され起訴されており、係争中は活動を自粛することを発表。翌年のツアーには参加出来ないことが明らかにされ、サポートメンバーにE.V.マーテルを起用することが決定した。
2019年春からのツアーにドニーが参加しないことが判明。サポートメンバーにアンダース・ヨハンソンを起用する。
2022年9月、翌年2023年２月からツアーを開催することを発表。サポートギタリストはマイケル・アンジェロを起用する予定。

### 来日公演
過去に2度来日し、それぞれ単独公演を行っている。なお、2014年の公演は本来10月18日のLOUD PARKに出演する予定だったものが、ロサンゼルス港の火災の影響で機材の到着が間に合わなくなったためにキャンセルとなり、別日程で単独公演が組まれたものである。

#### 1993年
- 1月20日 川崎クラブチッタ
- 1月21日 川崎クラブチッタ
- 1月22日 ボトムライン名古屋
- 1月23日 大阪ベイサイドジェニー

#### 2014年
- 10月29日 Zepp DiverCity (TOKYO)
- 10月30日 Zepp DiverCity (TOKYO)

## 音楽性
マノウォーの楽曲は、バンドの中心人物にしてメインソングライターであるジョーイ・ディマイオの思想信条に基づく明確なキャラクター付けが特徴であり、多少の演奏スタイルやモチーフの変化はあるにせよ、1980年のバンド結成から一貫しているのは「偽メタルに死を」 (Death to False Metal)の合言葉に対応した「真のヘヴィメタル」 (True Metal)を表現せんとする王道的なヘヴィメタルであり、手法としてのパワーメタル、エピックメタルであり、彼らのファンとの信義則に基づくものである。

### 特徴
1stアルバム『バトル・ヒムズ』にはロックンロール色の強い楽曲も収録されており、まだバンドの持つ音楽的イメージが十分には固まっていなかったが、2ndアルバム『イントゥ・グローリー・ライド』から筋骨隆々とした闘士のイメージを確立。以降モチーフを中世ヨーロッパの闘士、北欧神話、ギリシア神話・インディアンなどに求めた勇壮・雄大で高揚感の溢れる作品作りを中心に行う一方、各アルバムには必ずと言っていいほどバラードも収録され、戦士の孤独や倒れていった者達への哀悼などを哀愁漂う楽曲で表現することで、これら楽曲がアルバムに緩急をもたらすとともに、作品としての深みを持たせることに寄与している。これら叙事詩的なスタイルは主にヨーロッパで人気を博す一方、本国アメリカにおいては欧州ほどの支持は得られていないのが実情である。
他にはバンド自身や世界中のファンのことをモチーフにした楽曲、特にライヴにおける観衆との掛け合いを前提とした曲作りが多いのも特徴である。特筆すべきは『ヘル・オン・ウィールズ・ライヴ』に収録されたWarriors of the World (2002年発表の同名アルバムとは異なる)で、この楽曲はライヴで収録された観客の歓声だけで構成されたチャプターであり、ファンを大切にするバンドの姿勢が顕著に現れている。

### ライヴ・パフォーマンス
彼らのライヴは大音量で知られ、過去に『ギネス世界記録』に登録されたことがある。ライヴのオープニングは「Ladies and Gentlemen, from the United States of America, all hail Manowar!」のナレーションに続けてのManowarの演奏で始まるのがお約束となっており、この決まったナレーションによる開演、そして照明効果やパイロテクニクスを多用する演出は同郷ニューヨーク出身の世界的ロックバンドであるキッスの強い影響がうかがえる。
演奏中はステージを縦横無尽に動きまわりながら感情豊かに歌い上げるエリック・アダムスと、基本的には無表情だが要所要所で歌舞伎役者が見得を切るようにポーズを決めるジョーイ・ディマイオのアクションに特徴がある。演奏や音響に対して妥協がなく、機材に不調があればライヴ中でも演奏を中断して調整を行うことがある。
他にはアンコールの前にジョーイの演説の時間が設けられており、現地語によるスピーチ、他のバンドのTシャツを着たファンを壇上でマノウォーTシャツに着替えさせる、現地の興行主を舞台に上げての乾杯、缶ビールを滝のように注ぎ飲むといったパフォーマンスが行われる。
ライヴの最後はジョーイがエレクトリックベースの弦を一本ずつ引き千切り、今日のライヴが最高のまま終わったことを儀式的に表現して退場した後、The Crown and the Ring (Lament of the Kings)の音源が流れて終演となるのが通例である。
これらの要素に見られるとおり、彼らのライヴは単なる演奏会というより、音響と視覚効果とを綿密に計算しながらの決め台詞・決めポーズなどのお約束と、その上で若干のアドリブを加えた、一種の演劇のようにそれ自体が作品としてステージ上で展開されるところに特徴がある。

### 使用機材
- Guitar:カール・ローガン

自身のオリジナルギターを使用し、Magic Circle Guitarsから彼のシグネイチャーモデルが販売されている。マノウォー加入前の1984年から使用しているV型の変形ギターを含め、全てがマノウォーのチーフテクニシャンであるジョン“ドーク”スティルウェルの手によりカスタマイズされている。
- Bass:ジョーイ・ディマイオ

デビュー当初よりジョン“ドーク”スティルウェルの手により改造が施されたリッケンバッカー・4001を使用しており、現在主に使用しているモデルはフォルム以外は全くの別物と言っていいほどにカスタマイズされている。

## メンバー
メンバー全員が中世の戦士のように屈強な体躯をしており、曲名や歌詞によく現れる「ウォリアー (Warrior)」を体現している。またジョーイが過去のインタビューにおいて、バンドのメンバーになる条件として「大音量での演奏が好きで、女好きで、ビールを飲むことが好き。何より全世界のヘヴィメタルファンを愛していなければならない。」とインタビュアーの問いに答えている。

### 現メンバー
- Vocal:エリック・アダムス (1980〜)
- Bass:ジョーイ・ディマイオ (1980〜)
- Guitar:マイケル・アンジェロ（2022～）
- Drums:デイヴ・チェドリック（2022～）

### 旧メンバー
- Guitar:ロス・ザ・ボス（英語版） (Ross "The Boss" Friedmann/Funicello) (1980〜1988)

脱退後は、リムジンの運転手に就き、その後Dictatorsを再結成する。2008年にソロ・プロジェクト、2012年にライノと共にDeath Dealerを結成。
- Guitar:デイヴィッド・シャンケル（英語版） (David Shankle) (1989〜1993)

脱退後はクラシック・ギターの講師に就き、その後David Shankle Groupを結成。2003年にアルバム『Ashes to Ashes』、2015年にStill a Warriorを発表
- Guitar:カール・ローガン (1994～2018）
- Guitar:E.V. マーテル（2019～2022）

- Drums:カール・ケネディ (Carl Canedy) (1980)

バンド結成から1stデモ作成までのごく短い期間のみ在籍。過去のメンバーが結集した2005年のアースシェイカーフェスにも出演していない。脱退後はThe Rodsで活動中のほか、1985年にはオーヴァーキルのデビューアルバムFeel the Fireのプロデューサーを務めた。
- Drums:ドニー・ヘムズィク (1981～1983、2010〜2017)
- Drums:ライノ (ドラマー)（英語版） (Kenny "Rhino" Earl Edwards) (1992〜1995)

ライオットのツアーメンバーとして2001年〜2003年頃まで参加。2008年にマノウォーのサポートドラムとしてツアーに参加。HolyHell,Death Dealer等のバンドに参加。2014年現在メガデスのデイヴィッド・エレフソン等と結成したAngels of Babylon等で活動中。
- Drums:スコット・コロンバス（英語版） (Scott Columbus) (1983〜1990, 1996〜2008)

2010年5月末までマノウォーの公式サイトにはメンバーとしてクレジットされていたが、本人が音楽雑誌クラシック・ロックのインタビューに於いて2008年4月の時点でバンドを脱退していたことを明かした。2011年4月4日に死去したことが、後日マノウォーの公式サイトにて発表された。享年54歳、死因は伏せられた。
- Drums:アンダース・ヨハンソン（2019～2022）

## ファン
彼らはファンを非常に大切にすることで知られ、これまで幾多のインタビューや楽曲においてファンに対する敬意を明らかにしてきた。そのエピソードは枚挙に暇がないが、以下はその一例である。
- 1984年のアルバム『ヘイル・トゥ・イングランド』に収録されたタイトルトラックHail to Englandは、初めて大々的にバンドを受け入れてくれたイギリスのファンに捧げた作品である。
- 1988年のアルバム『キングス・オブ・メタル』に収録されたBlood of the Kingsでは、歌詞の中で、これまで彼らがライヴで訪れたことのある国々の名前が歌い上げられ、2013年の同曲セルフカヴァー版The Blood of the Kings MMXIVでは、その後に訪れた日本を含む国々が追加で盛り込まれている。
- 1996年のアルバム『ラウダー・ザン・ヘル』に収録されたBrothers of Metal Pt. 1では、彼らのファンのことを、単なるアーティストとファンという関係以上の、ヘヴィメタルによって結束した同志であると表現した。
- 1998年のライヴ・アルバム『ヘル・オン・ウィールズ・ライヴ』に収録されたWarriors of the Worldは、ライヴで収録されたファンの歓声により構成されたチャプターである。
- 2002年のアルバム『ウォーリアーズ・オブ・ザ・ワールド』及びタイトルトラックWarriors of the World Unitedは、文字通り世界中のファンの結束と、ヘヴィメタルに対する覚悟を訴えかけた。
- 2012年のアルバム『ザ・ロード・オブ・スティール』に収録されたManowarriorsでは、バンドとファンの結束と、両者のヘヴィメタルに懸ける想いを表明した。

2000年頃まではファンのことをMetal Warriors (ヘヴィメタルの戦士)、Manofans (Manowar + ファンの造語)、又はBrothers (and Sisters) of True Metal (真のヘヴィメタルの兄弟姉妹)などと表現していたが、2012年の楽曲にあるとおり最近はManowarriors (Manowar + Warriorsの造語)と表現することも多い。なお、2014年の来日公演におけるジョーイの日本語による演説によれば「日本のManowarriorsは一人で千人分の力を持っている、マノウォーのTシャツを着ればお前たちは無敵だ」と評して称えた (と同時に、バンドのグッズの宣伝を行った。また、同公演2日目にはこの演説後にマムシ酒を二杯飲むパフォーマンスも行っている)。

## ディスコグラフィー

### スタジオアルバム
- バトル・ヒムズ（旧邦題:地獄の鎮魂歌） - Battle Hymns (1982年、TOCP-8441、国内廃盤)

1stアルバム。ライヴでは必ず最初に演奏されるManowar、Battle Hymnsを収録。Death Tone、Fast Takerのようなロックンロール色の濃い曲も収録されており、バンドの持つ音楽的イメージがまだ確立されていなかった。
- イントゥ・グローリー・ライド（旧邦題:地獄の復讐） - Into Glory Ride (1983年、MVCG-141、VICP-60280、国内廃盤)

2ndアルバム。メガフォース・レコードへ移籍し、ドラマーもドニー・ヘムズィクからスコット・コロンバスに交代。中世の騎士のイメージを確立し、March For Revenge等を収録。
- ヘイル・トゥ・イングランド - Hail To England (1984年、MVCG-142、VICP-60281、国内廃盤)

3rdアルバム。ヨーロッパでのバンドの知名度を飛躍的に上げた作品。Blood Of My Enemies、Kill with Power等を収録。
- サイン・オブ・ザ・ハンマー - Sign Of The Hammer (1984年、VJCP-23238、国内廃盤)

4thアルバム。10レコードに移籍。シングルカットされたAll Men Play On 10やタイトルトラックのSign Of The Hammer、人民寺院の集団自殺事件をモチーフにしたGuyana (Cult Of The Damned)等を収録。
- ファイティング・ザ・ワールド - Fighting The World (1987年、AMCY-3122、国内廃盤)

アトランティック・レコードに移籍し発表された5thアルバム。Fighting The World、Defender、Black Wind, Fire And Steel、ポップではあるが佳曲のCarry On等、バラエティに富んだ楽曲が特徴。本作より、KISSのジャケットを手がけたことのあるケン・ケリーがアートワークを担当しており、屈強な戦士のイメージをより広く浸透させた。
- キングス・オブ・メタル - Kings Of Metal (1988年、22P2-2788、AMCY-702、AMCY-3124、国内廃盤)

6thアルバム。Wheels Of Fire、The Crown And The Ring (Lament Of The Kings)、Hail And Killなど荘厳で勇壮なイメージの楽曲を収録。明確にクレジットはされていないが、Pleasure SlaveはCDのみのボーナストラック扱いで、アナログ盤には収録されていない。
- 勝利の鋼鉄 - Triumph Of Steel (1992年、AMCY-474、AMCY-3123、国内廃盤)

ギタリストがロス・ザ・ボスからデヴィッド・シャンケル、ドラマーがスコットからライノに交代して発表された7thアルバム。約30分の大作Achilles,Agony And Ecstacy In Eight PartsやMetal Warrior、Ride The Dragon、The Power Of Thy Swordなどライヴでの定番曲が並んでいる。翌1993年に初の来日公演を行った。
- ラウダー・ザン・ヘル - Louder Than Hell (1996年、MVCG-191)

8thアルバム。ゲフィン・レコードに移籍し、ギタリストがカール・ローガンに交代、ドラムにスコットが復帰した。Return Of The Warlord、Outlaw、Power等を収録。
- ウォーリアーズ・オブ・ザ・ワールド - Warriors Of The World (2002年、ZACB-1058)

ニュークリア・ブラストに移籍しての9thアルバム。Call To Arms、Warriors Of The World United、Hand Of Doom、Fight Until We Die等を収録。
- ゴッズ・オブ・ウォー - Gods Of War (2007年、MICP-10652)

10thアルバム。バンド初のコンセプト・アルバムである。メタルケース付きの初回限定版が発売された。
- バトル・ヒムズ MMXI - Battle Hymns MMXI (2010年)

1982年発表のデビューアルバム『地獄の鎮魂歌』のセルフカバー作品。「レコーディング技術がマノウォーの重厚な音に、ようやく追いついたので（ジョーイ・ディマイオ)」リリースされる事となった。スコットが脱退後、サポートドラマーとして活動していたドニー・ヘムズィクがレコーディングに参加しており、ギターのカール・ローガン以外は当時のオリジナルメンバーとなる。構成は全て1982年版のアルバムと同じではあるが、全曲キーが1音下がっており、多少のアレンジが加えられている。MMXIは2011年の意。
- ザ・ロード・オブ・スティール - The Lord Of Steel (2012年)

11thアルバム。2012年6月にイギリス及びドイツで音楽雑誌Metal Hammerの特別付録として先行限定発売、同年9月に正式リリース。
- キングス・オブ・メタル MMXIV - Kings Of Metal MMXIV (2014年)

1988年発売の『キングス・オブ・メタル』のセルフカバー作品。カール、ドニーを擁した現在の布陣でのリレコーディング及びアレンジがされている。曲順はオリジナル盤より大幅変更されており、Pleasure Slaveが収録曲から外されている。

### ベストアルバム
- ヘル・オブ・スティール - The Hell of Steel: Best of Manowar (1994年、国内廃盤)
- アンソロジー - Anthology (1997年、国内未発表)
- キングダム・オブ・スティール - The Kingdom of Steel: The Very Best of Manowar (国内未発表)
- スティール・ウォーリアーズ - Steel Warriors (国内未発表)

### ライヴアルバム
- カリッジ - Courage Recorded Live (1997年)
- ヘル・オン・ウィールズ・ライヴ - Hell on Wheels (Live) (1998年、VICP-60278/9)
- ヘル・オン・ステージ・ライヴ - Hell on Stage (Live) (1999年、VICP-60674/5)
- ライヴ・イン・スペイン - Live In Spain (1998年、EP、国内未発表)
- ライヴ・イン・ジャーマニー - Live In Germany (1998年、EP、国内未発表)
- ライヴ・イン・ポルトガル - Live In Portugal (1998年、EP、国内未発表)
- ライヴ・イン・フランス - Live In France (1998年、EP、国内未発表)
- ゴッズ・オブ・ウォー・ライブ - Gods Of War Live (2007年、MICP-90029/30)
- ザ・ロード・オブ・スティール・ライブ - The Lord Of Steel Live (2013年、EP、国内未発表)

### シングル、EP
- ディフェンダー - Defender (1983年、12インチ)
- オール・メン・プレイ・オン・テン - All Men Play On Ten (1984年)
- ブロー・ユア・スピーカー - Blow Your Speakers (1987年)
- ハート・オブ・スティール（ドイツ語版） - Herz Aus Stahl (1988年)
- メタル・ウォーリアーズ - Metal Warriors (1992年)
- ディフェンダー - Defender (1994年)
- リターン・オブ・ザ・ウォーロード - Return Of The Warlord (1996年)
- ナンバー・ワン - Number One (1996年)
- カリッジ - Courage (1997年)
- ウォーリアーズ・オブ・ザ・ワールド - Warriors Of The World United (Part I & II) (2002年、国内未発表)
- アン・アメリカン・トリロジー - An American Trilogy (2002年、国内未発表)
- ザ・ドーン・オブ・バトル - The Dawn Of Battle (2002年、国内未発表)
- キング・オブ・キングス - King of Kings (2005年、国内未発表)
- ザ・サンズ・オブ・オーディン - The sons of Odin (2006年、国内未発表)
- ダイ・ウィズ・オーナー - Die With Honor (2008年、国内未発表)
- サンダー・イン・ザ・スカイ - Thunder In The Sky (2009年、国内未発表)

16ヶ国語で歌われた、FATHER(お父さん)を収録。

### ビデオ、DVD
- シークレット・オブ・スティール -Secrets of Steel (1993年、VHS)
- ヘル・オン・アース　パートI - Hell on Earth Part I (2000年、VHS、VIVP-77)
- ヘル・オン・アース　パートI - Hell on Earth Part I (2001年、DVD、国内未発表)
- ファイヤー・アンド・ブラッド - Fire And Blood （Hell on Earth Part II + Blood in Brazil) (2002年、DVD、国内未発表)
- ヘル・オン・アース　パートIII - Hell on Earth Part III (2003年、DVD、国内未発表)
- ヘル・オン・アース　パートIV - Hell on Earth Part IV (2005年、DVD、国内未発表)
- ディ・ザ・アース・ショック：ザ・アブソリュート・パワー - Day the Earth Shook: The Absolute Power (2006年、DVD、国内未発表)
- マジック・サークル・フェスティバル VOL1 -  MAGIC CIRCLE FESTIVAL VOLUME 1 (2007年、DVD、国内未発表)
- マジック・サークル・フェスティバル VOL2 -  MAGIC CIRCLE FESTIVAL VOLUME 2 (2008年、DVD、国内未発表)
- ヘル・オン・アース　パートV - Hell on Earth Part V (2009年、DVD、国内未発表)

## 逸話など

### 「偽メタルに死を」 (Death to False Metal)とは
1970年代のイギリスに端を発するグラムロックの人気、そして1980年代はその影響を受けたグラム・メタル (別名ヘア・メタル) が一世を風靡した時代であり、1981年にMTVが放送を開始、またモトリー・クルー、ラットなど世界的な人気を博するバンドを輩出するなど特にアメリカにおいてその傾向は顕著であった。
このような時代背景のもと、人気があるジャンルだからデビューしやすいという理由でグラム・メタルを志す若者、或いは成功者としての立場を守るためにこれまで自らが培ってきた音楽性を捨て、宗旨替えをするベテランバンドが数多く現れた。そのグラム・メタル人気の台風の目であるアメリカにおいて1980年、「偽メタルに死を」 (Death to False Metal)をスローガンに掲げマノウォーは結成された。
つまり彼らが掲げた「偽メタルに死を」とは、ある特定のバンドを攻撃するためのものではなく、これら確たる信念もなく音楽を志す者や、ファンを裏切り流行に走る者全てに向けられたものであり、裏を返せば一時の流行に流されることなく信念を貫こうと自らを鼓舞するためのものであり、自分たちは流行に流されてファンの期待と信頼を裏切るような事は決してしないという、ファンに向けたメッセージである。

### ギネス世界記録

#### 世界で最もうるさいバンド
ライヴで発する音量に関して1984年のドイツ公演で129.5dBを記録し、ザ・フーの1976年の記録を破って『ギネス世界記録』に登録された。なお、2008年のサウンド・チェック時には、それを大幅に上回る139dBを記録したが、ギネスワールドレコーズは既に「聴力障害を促す恐れがあるため」との理由で「世界で最もうるさいバンド」というカテゴリを廃止しており、この時の記録は認定されなかった。

#### 世界一長いヘヴィメタル・コンサート
2008年7月、ブルガリアのカヴァルナで開催されたKaliakra Rock Festに於いて、ギターソロやブルガリア国歌を含む全47曲、5時間1分という記録を樹立し「世界一長いヘヴィメタル・コンサート」として『ギネス世界記録』に登録された。

## 出演、出稿など

### 雑誌
- ジョーイ・ディマイオ「THE POWER #1 - #7」『BURRN!』シンコーミュージック・エンタテイメント、1997年5月 - 11月
- ジョーイ・ディマイオ「THE POWER Re-charged! #1 - #5」『BURRN!』シンコーミュージック・エンタテイメント、2002年2月 - 6月